# Крістер Маттіассон
Крістер Маттіассон (швед. Christer Mattiasson, нар. 29 липня 1971, Бурос) — шведський футболіст, що грав на позиції нападника, зокрема за «Ельфсборг» і «Юргорден», а також за національну збірну Швеції.
По завершенні ігрової кар'єри — тренер. З 2021 року очолює тренерський штаб команди «Броммапойкарна».

## Клубна кар'єра
У дорослому футболі дебютував 1989 року виступами за команду «Бютторпс», в якій провів три сезони, взявши участь у 63 матчах чемпіонату. 
Своєю грою за цю команду привернув увагу представників тренерського штабу «Ельфсборга», до складу якого приєднався 1992 року. Відіграв за команду з Буроса наступні сім сезонів своєї ігрової кар'єри. Більшість часу, проведеного у складі «Ельфсборга», був основним гравцем атакувальної ланки команди і одним із її головних бомбардирів, маючи середню результативність на рівні 0,54 гола за гру першості. У сезоні 1997 року став одним із трьох гравців, що забили по 14 голів в іграх чемпіонату Швеції і стали його найкращими бомбардирами.
Згодом у 1999–2000 роках грав за АІК, після чого перейшов до норвезького «Ліллестрема». У Норвегії мав проблеми з потраплянням до основного складу і того ж року повернувся на батьківщину, ставши гравцем «Юргордена». Був гравцем ротації команди, яка двічі поспіль, у 2002 і 2003 роках ставав чемпіоном Швеції.
Завершував ігрову кар'єру у «Броммапойкарні», за яку виступав протягом 2003—2005 років.

## Виступи за збірну
1998 року провів два офіційні матчі у складі національної збірної Швеції.

## Кар'єра тренера
Завершивши виступи на футбольному полі, розпочав тренерську кар'єру. Працював з нижчоліговими «Валлентуною», «Вальста Сиріянска» та «Соллентуною».
2021 року очолив тренерський штаб команди «Броммапойкарна», що на той час грала у третьому дивізіоні першості Швеції. У першому ж сезоні роботи вивів її до Супереттана, другого дивізіону, а вже у наступному сезоні 2022 очолювана ним команда перемогла і в цьому дивізіоні, уперше з 2018 року повернувшись в елітний шведський дивізіон.

## Титули і досягнення

### Командні
- Чемпіон Швеції (2):

«Юргорден»: 2002, 2003
- Володар Кубка Швеції (2):

АІК: 1998-1999
«Юргорден»: 2002

### Особисті
- Найкращий бомбардир чемпіонату Швеції (1):

1997 (14 голів)

### Як тренера
- Переможець Супереттана (другий дивізіон чемпіонату Швеції) (1):

«Броммапойкарна»: 2022